# Lucien Mettomo
Lucien Mettomo (Duala, 19 de abril de 1977) es un exfutbolista camerunés. Se desempeñaba como defensa y ha sido internacional con la selección de fútbol de Camerún.

## Clubes
| Club                 | País       | Año         | Partidos | Goles |
| Tonnerre Yaoundé     | Camerún    | 1995 - 1996 | 26       | 2     |
| AS Saint-Étienne     | Francia    | 1996 - 2001 | 81       | 9     |
| Manchester City      | Inglaterra | 2001 - 2003 | 27       | 1     |
| 1. FC Kaiserslautern | Alemania   | 2003 - 2006 | 41       | 2     |
| Kayseri Erciyesspor  | Turquía    | 2006        | 11       | 0     |
| FC Luzern            | Suiza      | 2006 - 2007 | 25       | 2     |
| Southampton FC       | Inglaterra | 2007 - 2008 | 0        | 0     |
| Veria FC             | Grecia     | 2008 - 2009 | 6        | 0     |

- Datos: Q646143